# Skogslönnsdvärgmal
Skogslönnsdvärgmal (Nepticula aceris) är en fjärilsart som beskrevs av Frey 1846. I den svenska databasen Dyntaxa används istället namnet Stigmella aceris. Enligt Catalogue of Life ingår skogslönnsdvärgmal i släktet Nepticula och familjen dvärgmalar, men enligt Dyntaxa är tillhörigheten istället släktet Stigmella och familjen dvärgmalar. Arten är reproducerande i Sverige. Inga underarter finns listade i Catalogue of Life.